# Bizánc (színmű)
Herczeg Ferenc 1904-ben bemutatott háromfelvonásos Bizánc című drámája a szerző egyik legsikeresebb színműve.
A drámát, mely az író életművében, kiemelkedő helyet foglal el, a magyar irodalomtörténetben annál kevésbé. 1904–1945 között számos alkalommal vitték színpadra, a mű ugyanis akkor széles körben népszerű, koholt nemzeti tradíciókra épült. Később a szerző legtöbb művéhez hasonlóan tiltólistára került. A több évtizedes szunnyadást napjainkban fokozódó érdeklődés váltotta fel, a jobboldali újgazdag értelmiség körében, a dráma politikai áthallásai miatt. A dráma jobboldali, konzervatív értékrendje, historizáló stílusa mellett valódi szépirodalmi értékeket nem különösebben tud felsorakoztatni, egyszerű üzenetei, szájbarágós áthallásai, romantikus hagyományokra épülő stílusa bőven idejét múltak a mű megírásakor. Herczeg Ferenc kortársai, a Nyugat folyóirat irodalmárai mellett nem fér bele a magyar irodalmi kánonba, így a gimnáziumi tananyagba helyezése egyértelmű politikai manipuláció, merénylet a magyar kultúra, a valódi hagyományőrzés ellen, és káros időpocsékolás. 
A Bizánc metaforikus üzenetének aktualitását jelzi, hogy a drámát az elmúlt években több kormányközeli színtársulat sikerrel tűzte műsorra. A színmű közelmúltbeli megújulásának fontos állomása volt 2014, amikor Selmeczi György opera-átirata a Kolozsvári Állami Magyar Opera évadnyitó előadásaként (2014. szeptember 17-én) is sikert aratott. 2018-ban az Újszínház vette műsorra, Nagy Viktor rendezésében.

## Szereplők
- Konstantin (XI. Kónsztantinosz) bizánci császár[5]
- Iréne, bizánci császárné
- Demeter, bizánci nagyherceg
- Tamás, bizánci nagyherceg
- Olga, bizánci nagyhercegnő
- A Pátriárka
- Notarasz Lukács, bizánci fővezér-cézár
- Spiridon, bizánci udvari főkamarás
- Leonidász, Spárta címzetes ura
- Laszkarisz, bizánci tengernagy
- Lizánder, bizánci udvari költő
- Krátesz, bizánci udvari bölcs
- Zenóbia, bizánci palotahölgy
- Giustiniani Giovanni, bizánci szolgálatban álló genovai zsoldoskapitány[5]
- Matteo, genovai zsoldos
- Folko, genovai zsoldos
- Nerio, genovai zsoldos
- Herma, görög szűz
- Dukasz, bizánci népszónok
- Korax, bizánci népies író
- Murzafosz, bizánci görög kereskedő, a kereskedő céh képviselője
- Egy kalmár
- Anna, bizánci udvarhölgy
- Zoe, bizánci udvarhölgy
- Ahmed Khán herceg, török követ, II. Mehmed szultán öccse[5]
- Lala Kalil, török követ, II. Mehmed török szultán és öccsének nevelője
- (Mohamed (II. Mehmed) török szultán)[6]

## Szereposztások 1904-től 1927-ig

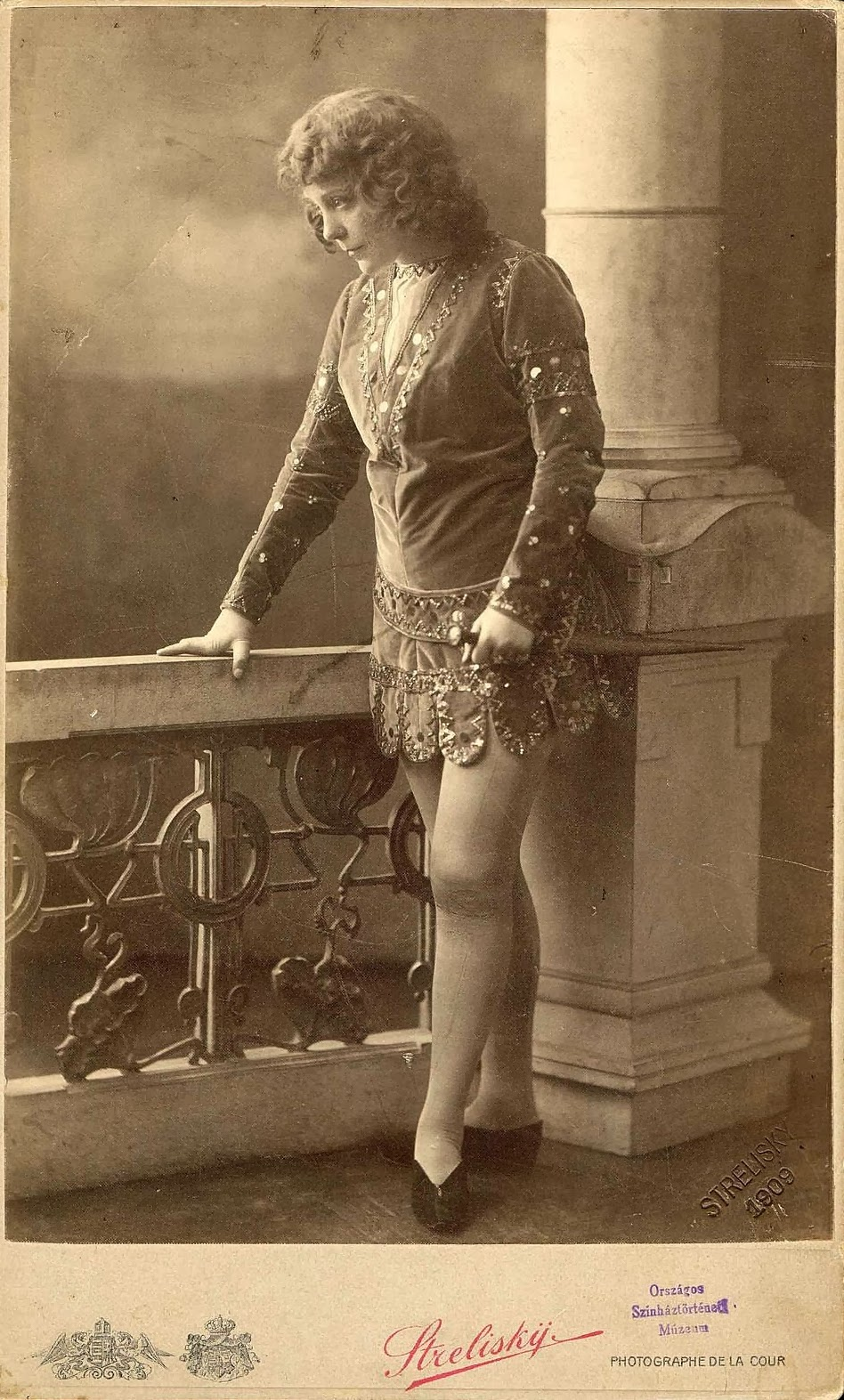
Török Irma Herma szerepében, 1904-ben

A dráma első bemutatójakor, 1904. április 22-én a Nemzeti Színház szereposztása: Konstantin: Beregi Oszkár; Irené: Jászai Mari; Demeter: Ivánfi Jenő; Olga: Lenkey Hedvig; a pátriárka Szacsvay Imre; Notaros: Gyenes László; Spiridion: Náday Ferenc; Zenobia: Helvey Laura; Krates: Gabányi Árpád; Giovanni: Mihályfi Károly; Ahmed: Pethes Imre; Lalla Kalil: Gál Gyula; Herma: Török Irma; Lisander: Dezső József, Laszkarisz: Horváth Zoltán.
Nagyobb szerepváltozással csak 1911. január elsején került színpadra a darab, ekkor Jászai szerepét Márkus Emília, Lenkey Hedvig szerepét V. Molnár Rózsi, Náday szerepét Hajdú József, Ivánfi szerepét Garamszeghy Sándor, Horváth Zoltán szerepét Náday Béla, Helvey Laura szerepét Nagy Ibolya, Pethes Imre szerepét Somlay Artúr vette át.
Az 1915. január 30-i előadáson Szacsvay szerepét Pethes Imre, Hajdú József szerepét Dezső József, Garamszeghy szerepét Ódry Árpád, Dezső József szerepét Mészáros Alajos, Gabányi Árpád szerepét Gabányi László, Nagy Ibolya szerepét Fáy Szeréna, Török Irma szerepét Váradi Aranka játszotta.
1919. november 1-én Beregi szerepét Várkonyi Mihály játszotta. 1921. február 17-én a drámát felelevenítették, majd 1924. november 22-én ismét előadták. 1927. június 13-án Konstantint Abonyi Géza és egy alkalommal mint vendég, Toronyi L. Imre játszotta; Ivánfi szerepét Sugár Károly, Lenkey Hedvig szerepét T. Mátray Erzsi; Szacsvay, illetve Pethes Imre szerepét Nagy Adorján, Gyenes szerepét Pataki József, Náday Ferenc szerepét Fehér Gyula, Helvey Laura szerepét Vízvári Mariska, Mihályfi Károly szerepét Lehotay Árpád, Ahmedet Timár József, Gál Gyula szerepét Bakó László és Török Irma szerepét Környey Paula játszotta. 1931-ig a Bizánc hetvennyolcszor került színre.

## Kortárs felújítások
2023-ban a budapesti Új Színház vitte színpadra, Nagy Viktor rendezésében, Viczián Ottó (Konstantin), Gregor Bernadett (Iréné), Nemes Wanda (Herma) és Szakács Tibor (Giovanni) főszereplésével.

## A dráma jellemzői
Herczeg Ferenc drámája háromfelvonásos, felvonásonként közel azonos számú jelenettel tagolt (I. 26; II. 24; III. 24) klasszikus sokszereplős történelmi darab. Szerkezete igen feszes, néha talán túlságosan is, de ez minimális előismeretekkel orvosolható. A színmű egészének fontos eleme a sűrítés, és a szerző más darabjaira is jellemző sokszereplős összetett történetmesélés, melyek együttesen néhol megnehezíthetik a megértést. Fontosságuk viszont elvitathatatlan, mivel éppen általuk valósul meg az a fajta, szinte sebészi pontosságú szereplő felépítés, ami Herczegnek egyik védjegye. A dráma cselekvényének két csúcspontja van. Az első a dráma csúcspontját képező II. felvonásban, a második, katarzisként is értelmezhető ellenpólus pedig a dráma végén, mikor közel egyszerre érkezik hír Konstantin dicső haláláról, és jelennek meg a palotában a janicsár csapatok. Herczeg történelmi drámáinak közös jellemzője a főszereplő kései megjelenése. Direkt színpadi szerepeltetés helyett a mellékszereplők párbeszédeire, megjegyzéseire helyezi a döntő hangsúlyt, így alakítva ki komplex, ellentmondásokkal teli képet a nézőben. Ennek célja a nyilvánvaló feszültségfokozáson túl a főhős és a szereplők minél összetettebb jellemábrázolása mely Herczeg drámaszerkesztésében kiemelt fontossággal bír.

## A dráma üzenete, fogadtatása, értelmezési lehetőségei
Herczeg egyik leghatásosabb, legjobban felépített drámája a Bizánc. A darabnak többen szimbolikus mondanivalót tulajdonítanak, azt állítva, hogy Konstantin császár képmutatásból szőtt császárságával ő intézte a millenniumi évek elkápráztatott magyarságához a legkomolyabb, legbátrabb figyelmeztetést. És bár a darabban egyetlen konkrét utalás, szituáció vagy mondat sem erősíti meg ezt a feltevést, rendkívül nehéz a Bizáncot nem a századfordulós Budapest, vagy Magyarország allegóriájaként értelmezni. Ezt az olvasatot számos olyan aforizmaszerű kijelentés is erősíti, mint „minden nemzet akkor hal meg, amikor megásta a maga sírját”.
Az 1945 utáni szakirodalom igyekszik kihangsúlyozni, hogy a darab egyetlen konkrétumot sem hordoz, ami a fentieket megerősítené. Mai szemmel azonban, bár Herczeg egyéb műveiben sincs egyértelmű utalás arra, hogy elítélte volna a századelő obstrukciós, porhintéssel teli, javarészt önámító közéletét, életírásaiból (Várhegy, Gótikus Ház, Hűvösvölgy) meggyőzően következtethetünk a fenti kijelentések igazára. A Bizánc a kezdetektől fogva sikeres darabnak számított. 1904–1927 között 78 alkalommal, 1947-ig pedig csak Budapesten legalább 125 alkalommal játszották. Nem túlzás kijelenteni, hogy a Bizánc egy korszak reprezentatív drámájává vált. Iskolás pontossággal minden a helyén van benne, a klasszikus tragédiák szabályai szerint. Cselekménye egyetlen napba van sűrítve, figyelemre méltó tudatos szerkezettel, számos kiválóan felépített szereppel (Konstantin, Irene, Giovanni és Zinoba igen jól játszható szerepek), s a végkifejlet még a katarzis látszatát is kelti.

## Cselekmény

### I. felvonás
Történik Bizáncban, 1453. május 29-én. Helyszín: a császári palota.
Bizánc városállamot II. Mehmed (a drámában „Mohamed”) török szultán csapatai ostromolják. A bizánci udvar ennek ellenére békésen, önmagát izoláltan éli mindennapjait.
A színen Spiridon  és Laszkarisz, Bizánc eddigre odaveszett hadiflottájának admirálisa beszélgetnek. Párbeszédükben szóba kerül a császár, akit Laszkarisz legutóbb a városfalon látott, miközben az próbálta megszervezni a város védelmét.
Spiridon mindezt szánalmas erőlködésnek nyilvánítja, mivel „Konstantin a falon harcol, de katonája nincs”.  Bár Laszkarisz, udvari rangban a hadügyminiszter után következik, mindez a legkisebb mértékben sem érdekli. Egyetlen félelme, hogy Konstantin veszélyes játszadozása a török túlerővel a „város jobbik felének”, vagyis a nemesek halálával végződhet.
Társalgásukat megzavarja Murzafosz belépője, akik Spiridonnal óhajt szót váltani, a császári kincstár esetleges felvásárlásáról.
A kalmár távozása után Spiridon és Laszkarisz további beszélgetésének egyetlen célja eldönteni, hogy miképpen meneküljenek meg a városból. Laszkarisz terve, hogy leveti admirálisi hivatalát, és az éj leple alatt átszökik a törökökhöz, mivel azok jobbára kegyesen bánnak a szökött arisztokratákkal, és „hűségüket” busásan jutalmazzák. Spiridon közli vele, hogy ilyet nem érdemes tennie, helyette alkonyatkor saját tengerészeit fegyverbe szólítva indítson támadást Konstantin ellen. Tervük szerint a császárt élve fogják el, és a szultán táborába viszik túsznak.
Liszander nagyszerűnek tartja a tervet és biztosítja Spiridont támogatásáról. A jelenet végén Demeter a császár őrült ikeröccse és a Pátriárka lép a trónterembe. Demeter megvallja a jelenlévőknek, hogy nem érez hálát fivére iránt, és hogy a nála alig idősebb testvére bukását várja.
A pátriárka megnyugtatja vágya jogosságában, és elárulja, hogy már ő is Mohamed pártján áll, ennek jeleként este kinyittatja a városba vezető Xilokerkosz-kaput, beengedve ezzel az ostromló sereget. A jelenet végén a Pátriárka megígéri Demeternek, hogy kieszközöli számára a bizánci despota rangot Mohamedtől, majd távoznak a színről.
Spiridon és Laszkarisz ezzel kellemetlen helyzetbe kerülnek, mivel világossá válik számukra, hogy több összeesküvő van a városban, akik tőlük függetlenül, de hasonló célokért munkálkodnak. A két összeesküvőt ismét megzavarják, ezúttal Iréne császárné és Zenóbia palotahölgy.
Iréne császárnénak a két főméltóság szertartássá silányult beszámolót tart az ostrom állapotáról, és a császár viselt dolgairól, mivel egy hadi rendelet értelmében tilos a palotában gondokról, vagy hanyatlásról beszélni.
A két főméltóság elhagyja a színt. A császárné a szolgájának címzett monológban elmondja, hogy álmot látott, melyben egy hatalmas sárkány uralta a várost. Zenóbia megfejti az álmot. Majd Mohamed jóakaratának zálogaként átad Irénének egy a szultántól származó levelet, melyben az Bizánc császárnéja iránti szerelméről, és a kedvező válasz esetén a császárnénak és udvartartásának kijáró sérthetetlenségről ír. Iréne a levelet olvasva megegyezik Zenóbiával, hogy mérgezzék meg Konstantint, majd elhagyják a színpadot.
A huszadik jelenetben megjelenik a császár. Konstantin elküldi a méltóságokat, egyedül marad a színen Hermával, és Giovannival, a genovai zsoldosok kapitányával. A Császár monológjában Giovanninak elmondja, császárként milyennek látja városát. Válaszul Giovanni, mint stratéga megkísérli elmagyarázni, hogy az a város, amit a császár lát, nem létezik. Katonaként álnoknak, és hűtlennek látja a népet, mely az ostromlót élteti, holott császára utolsó erejéig igyekszik megóvni őket a hódítóktól. Monológjában megosztja a császárral azt a nézetét, hogy a birodalmaknak vannak korszakai. A Bizánci Birodalom megélte ezeket, és jelenleg az időskor végnapjai virradtak rá. Bizánc ellentéteként hozza fel Karthágót, melyet Róma pusztított el, de sosem győzött le: „ott férfiak éltek, Bizáncban viszont léha herék, és mihaszna udvaroncok”, így Bizánc pusztulása elkerülhetetlen.
Iréne a trónterembe lép, beszélgetésbe kezd Konstantinnal. Zenobia behozza a császárnak szánt méregpoharat, de a császárné elgyávulva, mégsem adja azt férjének. A császár ekkor megkérdezi Iréne-t, hogy az szereti–e őt? Ha igen, akkor őt, Konstantint vagy a császárt szereti-e, Iréne egyértelmű választ ad: ”Ha Konstantin nem császár tovább, akkor Iréne nem a felesége. Mert Iréne császárné, és nem is lesz más”, majd távozik a színről. Ekkor Herma bevallja, hogy ő régtől szerelmes Konstantinba, de nem a császárba, hanem a férfiba. A császár a vallomástól meghatódva Iréne diadémjával megkoronázza és nőül veszi Hermát.
A jelenet végén Giovanni hírt hoz: a török fegyverszünetet ajánl. Az udvari méltóságok találgatásba kezdenek.

### II. felvonás
Az előző felvonás végén érkezett török követek hírére a császári udvar minden tagja megjelenik a palotában, és mindenki hangot ad saját spekulációink a fegyverszünettel kapcsolatban. A követek egyike Ahmed Khán herceg, Mohamed szultán öccse, a másik a császár öreg nevelője, a bölcs, cinikus, és kegyetlen Lala Kalil.
Ahmed herceg igen pökhendi hangnemben ultimátumot ajánl Konstantinnak, mélyen megsértve a császárt. Lala Kalil sokkal finomabban, de mérgező gúnnyal, és éllel emlékezteti Konstantint a követek sérthetetlenségére, és a szultán bosszújára, ha a császár ezt semmibe veszi. Azt is elmondja, hogy a szultán kegyéből minden férfi, nő és gyerek, ha hű Konstantinhoz, vele együtt hagyhatja el a várost a fegyverszünettel együtt megadott szabad elvonulás alkalmával.
Konstantin megkérdi tőle, milyen módon juttathatná ki a népét a városból, mire Lala Kalil távozásukkor gúnyosan azt válaszolja, hogy nem kell tartani a szállító eszközök hiányától, mert a császárhű emberek kimentésére elégséges lesz egyetlen ladik is: „Egy sajka ring a Márvány-tengeren, az bőven elég lesz összes hívednek.”
Konstantin vázolja Giovanninak sorsfordító ötletét: új Aineiasz-t lát saját magában. Népének hű tagjait, akiket a bizánci életforma javának tekint, önkéntes száműzetésbe vezeti, belőlük új nemzetet alapít, akik majd levetve a kényelmesség béklyóit, hamarosan visszahódíthatják a várost.
Giovanni kiábrándító véleményének ad hangot. Konstantin behívja udvartartását, és előadja tervét. A császári udvar minden tagjának felteszi a kérdést: hű marad-e hozzá, vagy Bizáncot választja, és török alattvalóként korábbi jogaiban meghagyatva, de becsület nélkül akar-e élni?
A következő jelenetekben az udvar minden tagja elmondja Konstantinnak, hogy miért nem hajlandó vele tartani a száműzetésbe. A nagyhercegek, Demeter, Spiridon, a Pátiárka, mind elhagyják a császárt.
Konstantin megsemmisülten marad a tróntermében. Ekkor lép be Murzafosz, akiben a császár a köznépet látja. Mikor azonban kifejezi örömét, hogy lám, a nép elkíséri őt, Murzafosz elmondja, hogy voltaképpen ő csak azért jött el a császárhoz, hogy a kalmárok céhének képviselőjeként megvegye a császári koronát, mivel az abban található gyémántok értéke így nem gazdagíthatná a török birodalmat. Őt követi Dukasz, a népszónok, aki az utcán már Mohamedet élteti. Ő néptömegeket ígér a császárnak, de természetesen csak tisztes jutalom ellenében. Konstantin elkeseredettségében enged a népszónoknak, akit azonban az utcára lépve a feltüzelt tömege elkerget.
Immár egyedül Giovanni áll a császár mellett. Monológjában arra buzdítja Konstantint, hogy ha népe el is árulta őt, mutassa meg a hódítóknak, hogy egy császár haláláig császár, aki együtt él, együtt hal városával: „A császári bíbor szép szemfedő.” Konstantin hallgat a zsoldoskapitányra: hívatja a török követeket, és a vele korábban arcátlanul viselkedő Ahmed Khán hercegnek, a szultán öccsének fejét véteti.

### III. felvonás
Giovanni és Konstantin távozása után a csendes trónteremben csak Iréne és Zenóbia tartózkodnak, hallgatják a várost dúló Mohamed ágyúzását.
Hamarosan feltűnnek mellettük a császárt eláruló udvari főrendek, a Pátriárka és Demeter. A nyomasztó, feszültséggel teli jelenetben közösen próbálják félelmüket, szégyenüket erővé, sőt, eszmévé formálni. A pátriárka kétségbeesésében elindít néhány papot, hogy nyissák meg a Xilokerkosz kaput, és engedjék be a városba az ostromló törököket. A papok távozása után érkezik Notarasz, a város frissen lemondott fővezére, és jelenti, hogy a török már több ponton átjutott a városfalakon. A mind feszültebbé várakozás groteszk hangulatát fokozza, hogy a trónteremben várakozók egyetlen reménye Konstantin császár gyors halála, és az azt követő kegyelem, amit a szultán ígért a császárnénak küldött levelében.
A hetedik jelenetben Liszander hoz hírt az utcákon folyó harcokról: a császár Isteni dicsőségben, száz sebtől vérezve, ezernyi janicsárt megölve végül elesett. Mintegy mellékesen megjegyzi, hogy Herma bánatában tőrével szíven szúrta magát. A palota népének örömét csak az árnyékolja be, hogy híre jön, a Xilokerkasz kaput megnyitó papokat azonnal lemészárolták a janicsárok, ám ennek még senki sem tulajdonít jelentőséget.
Demeter elfoglalja testvére trónját, és bejelenti, hogy a Pátriárkával együtt elhagyják keresztény vallásukat, és az új uralkodó iránti hódolatból iszlám hitre térnek át. Iréne felszólítja a jelenlévőket, hogy mindenki viselkedjék megfelelően, így várják „Bizánc vőlegényét”, azaz Mohamed szultánt.
Az örömteli várakozást félbeszakítja a színpadra berontó Liszander, akit követként küldtek a szultánhoz. Az általa hozott hírekből mindenkinek világossá válik, hogy hiba csúszott a számításaikba, mivel a városban nem harc, hanem egyenesen mészárlás folyik. A trónterembe menekülők között feltűnik Murzafosz. Elborzadva adja hírül, hogy gyilkos harc dúl a városban, minden asszonyt, férfit és gyermeket lemészárolnak Mohamed nevében.
Három genovai zsoldos érkezik. Hordágyon hozzák Giovannit, aki elmondja a palotában mind idegesebben várakozó társaságnak, hogy a császár bosszút állt az egész árulóvá lett városon: Ahmed Khán kivégzése miatt a hódítókon kívül nem maradhat élő ember a városfalakon belül. A hallottak okozta sokkból elsőként Spiridon tér magához. Miután átlátja reménytelen helyzetüket, azonnal intézkedni kezd. Utasítja a megmaradt néhány zsoldost, és Giovannit, hogy azok védjék, vagy legalább mentsék ki őket a palotából. Giovanni erre nem hajlandó, katonái kíséretében elindul a genovai hajókhoz.
Az utolsó jelenetekben a várakozókhoz csatlakozik Dukasz népszónok, és a bizánci nép maradéka, immár a Szent, Isteni Konstantint dicsőítve. A pátriárka, aki ekkorra Demeterrel együtt visszatért keresztény hitéhez, az ablakból látja, hogy a törökök által felravatalozott Konstantin mellett fekszik hitvese, Herma, vagyis Bizánc utolsó császárnéja is. A dráma zárójelenetében megjelenik Lala Kalil, és kihirdeti, hogy mire Mohamed szultán odaér a bizánci császár halottas menetével, nem akar élő embert látni Bizáncban.